# Streptococcus pyogenes
Streptococcus pyogenes je vrsta betahemolitičnih streptokokov skupine A po serološki razvrstitvi streptokokov, ki povzročajo škrlatinko, impetigo (krastavost), revmatično vročico, šen, akutni glomerulonefritis, gnojno angino, akutni nekrotizirajoči fasciitis in endokarditis. Na podlagi specifičnega antigena beljakovine M v celični steni se vrsta deli v približno 85 tipov, ki se označujejo z arabskimi številkami.
Streptokoki so katalazno negativni. V optimalnih razmerah ima inkubacijsko dobo okoli 10 dni. Gre za redkega predstavnika kožne bakterijske flore, ki je običajno patogen. 

## Serotipi
Leta 1928 je Rebecca Lancefield objavila metodo za serotipizacijo S. pyogenes, ki temelji na določitvi beljakovine M, ki ga bakterija izraža na svoji površini kot enega od virulentnih dejavnikov. Kasneje, leta 1946, je  Lancefieldova opisala serološko razvrščanje izoliranih S. pyogenes na osnovi površinskega antigena T. Poznanih je več kot 100 serotipov na osnovi beljakovine M in več kot 20 na osnovi antigena T.

## Patogeneza
S. pyogenes povzroča pri človeku več pomembnih bolezni, od blagih površinskih okužb do življenjsko ogrožajočih sistemskih bolezni. Okužba načeloma vznikne na koži ali v žrelu. Primeri blažjih okužb s  S. pyogenes so faringitis (vnetje žrela) in lokalizirane kožne okužbe (impetigo ali krastavost). Šen in celulitis se pojavita pri razširitvi okužbe S. pyogenes v globlje kožne plasti. Vdor bakterij S. pyogenes in njihovo namnoževanje v mišičnih ovojnicah (fascijah) lahko vodi do nekrotizirajočega fasciitisa, ki je potencialno življenjsko ogrožajoč in zahteva kirurški poseg.
Pri okužbi z določenimi sevi S. pyogenes lahko pride do sproščanja toksinov. Pri okužbi žrela ob sproščanju toksinov pride do škrlatinke. Toksigena okužba s S. pyogenes lahko vodi tudi do streptokokneha sindroma toksičnega šoka, ki je lahko smrten.
S. pyogenes lahko povzroči tudi postinfektivni negnojni sindrom. Gre za avtoimunski zaplet, ki se pojavi pri majhnem deležu bolnikov, okuženih s to bakterijo. Zapleti se kažejo kot revmatična vročica ali akutni postinfekcijski glomerulonefritis. Obe stanji se pojavita šele po več tednih po prvotni streptokokni okužbi. Pri revmatični vročici pride po streptokoknem vnetju žrela do vnetja sklepov in/ali srca, akutni glomerulonefritis (vnetje ledvičnih glomerulov) pa lahko sledi streptokoknemu vnetju žrela ali kože.

## Diagnoza
Po navadi se laboratorijsko testira bris žrela. Barvanje po Gramu pokaže grampozitivne koke, nanizane v verige. Nato se bakterija goji na krvnem agarju v prisotnosti bacitracinskega diska, kjer se pokažejo betahemolitične kolonije, občutljive na antibiotik bacitracin (pojavi se inhibicijska cona okoli ploščice z antibiotikom). 
Preskus na katalazno aktivnost se opravi na kulturi, vzgojeni na agarju brez krvi; vsi streptokoki so katalazno negativni. Pri S. pyogenes sta tudi preskusa na CAMP in hipurat negativna. Serotip se določi glede na prisotnost za skupino A specifičnega polisaharida, ki se nahaja v bakterijski steni; za to se uporablja preskus Phadebact.

## Zdravljenje
Zdravljenje izbora so penicilini. Zdravljenje traja vsaj 10 dni. Doslej niso poročali o odpornosti proti penicilinskim antibiotikom, čeprav pa je mnogo poročil o toleranci (pojemajočem odzivu).
Makrolidi, kloramfenikol in tetraciklini se lahko uporabljajo, če so izolirani sevi pokazali občutljivost, vendar je pri teh zdravilih odpornost pogosta.